# Liste der Kulturgüter in Bettwil
Die Liste der Kulturgüter in Bettwil enthält alle Objekte in der Gemeinde Bettwil im Kanton Aargau, die gemäss der Haager Konvention zum Schutz von Kulturgut bei bewaffneten Konflikten, dem Bundesgesetz vom 20. Juni 2014 über den Schutz der Kulturgüter bei bewaffneten Konflikten sowie der Verordnung vom 29. Oktober 2014 über den Schutz der Kulturgüter bei bewaffneten Konflikten unter Schutz stehen.
Objekte der Kategorie A sind im Gemeindegebiet nicht ausgewiesen, Objekte der Kategorie B sind vollständig in der Liste enthalten, Objekte der Kategorie C fehlen zurzeit (Stand: 1. Januar 2023). Unter übrige Baudenkmäler sind weitere geschützte Objekte zu finden, die in der Bau- und Nutzungsordnung der Gemeinde verzeichnet und nicht bereits in der Liste der Kulturgüter enthalten sind.

## Kulturgüter
| Foto |                                                                          | Objekt                                                         | Kat. | Typ | Standort                             | Beschreibung |
| ---- | ------------------------------------------------------------------------ | -------------------------------------------------------------- | ---- | --- | ------------------------------------ | ------------ |
| BW   | Datei hochladen · Wikidata zu Pfarrkirche St. Josef (Q1666373)           | Römisch-katholische Kirche St. Josef KGS-Nr.: 00061            | B    | G   | Schulhausstrasse 4.2 662621 / 238086 |              |
| BW   | Datei hochladen · Wikidata zu Haus (Q29575695)                           | Haus KGS-Nr.: 15207                                            | B    | G   | Brunnäckerstrasse 6 662736 / 237995  |              |
| BW   | Datei hochladen · Wikidata zu Römisch-katholisches Pfarrhaus (Q29575700) | Römisch-katholisches Pfarrhaus mit Pfarrscheune KGS-Nr.: 15209 | B    | G   | Schulhausstrasse 4 662569 / 238084   |              |

## Übrige Baudenkmäler
| ID | Foto |                 | Objekt                   | Typ | Standort                     | Beschreibung |
| -- | ---- | --------------- | ------------------------ | --- | ---------------------------- | ------------ |
| 4  |      | Datei hochladen | Friedhofkreuz            | K   | Hauptstrasse                 |              |
| 6  |      | Datei hochladen | Bildstock                | K   | Brunnäckerstrasse            |              |
| 7  |      | Datei hochladen | Bildstock                | K   | Schulhausstrasse             |              |
| 8  |      | Datei hochladen | Zwei Wehrsteine          | K   | Niesenbergstrasse            |              |
| 9  | BW   | Datei hochladen | Wegkreuz mit Dorfbrunnen | K   | Hauptstrasse 662515 / 238053 |              |
| 10 |      | Datei hochladen | Wegkreuz bei der Mühle   | K   | Mühlehof                     |              |
| 11 |      | Datei hochladen | Bildstock                | K   | Hauptstrasse                 |              |

Legende: Siehe Legende der Liste der Kulturgüter von nationaler und regionaler Bedeutung. Anstelle der KGS-Nummer wird als Objekt-Identifikator (ID) die Inventar- oder Gebäudenummer in der Bau- und Nutzungsordnung der Gemeinde verwendet.